# 2014–2016-os olajárválság
A 2014–2016-os olajárválságot a kőolaj árának két év leforgása alatt összesen több, mint 73 százalékos visszaesése okozta, melyet a csökkenő világpiaci kereslet és az ezzel a folyamattal szembemenő növekvő kínálat hozott létre, melyet az OPEC tagállamok generálnak azért, hogy megőrizzék piaci részesedésüket. A kőolaj árának jelentős hatása van a világ különböző országainak gazdaságára, részben a kitermelő országok részéről az általuk elérhető exportbevételek és a felhalmozott pénzügyi tartalékaik tekintetében, részben pedig az olajat importáló országok részéről az alacsonyabb olajárak csökkenő jövedéki adóbevételt jelentenek, valamint csökkentik az infláció mértékét és közvetve a jegybankok által alkalmazott alapkamatokat is.
A világ olajexportőreinek gazdaságai erősen függnek a kőolaj világpiaci árától, melyet a különböző költségvetési tervezeteikben általában fixen rögzítenek. Egy adott árfolyamra építeni a költségvetés egyensúlyát azért kockázatos dolog, mert amennyiben az árfolyam tartósan elmarad az elvárt szinttől, az rendkívüli mértékben megingathatja részben a költségvetés egyensúlyát, részben az adott ország gazdaságát. Ez történt, történik Oroszországgal is 2014-2016 között, amikor is részben a nyugati országok gazdasági korlátozásai, részben a kőolaj világpiaci árának hatására pénzügyi válság alakult ki az országban, valamint hasonló helyzetbe került Venezuela is.

## Lehetséges válaszlépések az olajexportáló országok részéről
A tartósan alacsony olajárakra az olajexportőr országok az alábbi öt módon tudnak reagálni. Szükség esetén mindegyik módszert bevethetik gazdaságuk védelme érdekében.
- Az adott ország valutájának leértékelése, gyengítése, kötött árfolyamrendszerek felfüggesztése (Azerbajdzsán, Kazahsztán, Ausztrália, Kanada)
- Állami tulajdonrészek részleges, vagy teljes eladása
- A költségvetés kiadásainak csökkentése (Oroszország)
- A korábban felhalmozott pénzügyi tartalékok felélése (Oroszország, Szaúd-Arábia)[3]
- Az OPEC tagországok közös megegyezés alapján csökkentik a kitermelés mértékét, amely a túlkínálatot megszünteti a piacon és ezáltal a nyersanyag árfolyamát növelő hatással bír.[4]

## Közép-Európa államaira gyakorolt hatásai
A Morgan Stanley elemzői szerint a közép-európai térségben a kőolaj árának 10 százalékos visszaesése Románia esetében 0,15 százalékos, míg Csehország, Lengyelország és Magyarország esetében 0,3 százalékos folyómérleg javulást okoz ezen felsorolt országok külső fizetési egyenlegében. Az alacsony olajárak miatt Közép-Európa országaiban az olajár minden egyes 10 százalékos esése 0,1-0,3 százalékponttal csökkenti az éves infláció mértékét. Csehországban kevésbé, míg Magyarországon és Romániában nagyobb mértékben csökkenti az inflációt az áresés.
Az alacsony inflációs adatok az elemzők (Barclays, JP Morgan) szerint a jegybanki alapkamat csökkentését vetíti előre, amely Magyarországon akár a jelenlegi 1,35%-ról 1,0 százalékra is csökkenhet 2016-ban. A pénzromlás csökkenése miatt ugyanis nagyobb összeget kell visszafizetni a befektetőknek, míg az infláció emelkedése csökkenti a befektetők kamatokból származó bevételeit. A jegybankok azért követik az inflációs és egyéb gazdasági adatok változásait, hogy fenn tudjanak tartani egy bizonyos egyensúlyt az alapkamat és az infláció közt. Magyarországon a gazdasági folyamatok kedvező alakulásában a "rezsicsökkentés" néven, az energia- és közműszolgáltatók szektorában a lakossági végfogyasztói oldalon 2013-tól bevezetett hatósági árak strukturális hatása is segített. (2022-ben a kisfogyasztókra szűkítették.)

## A világ többi országára gyakorolt hatásai
Oroszországban az éves infláció 12 százalék közelébe emelkedett a válság hatására, a jegybanki alapkamatot előbb 17 százalékra emelték, majd 15 százalékra csökkentették és 2015-ben 3 százalék fölötti visszaeséssel számol az orosz központi bank. A problémákat fokozza, hogy az orosz költségvetést 100 dolláros olajárhoz viszonyítva tervezték, amely az olaj világpiaci árának esése miatt jelentős bevételektől esik el. Az olajár zuhanásának következtében a rubel árfolyama jelentősen gyengült az amerikai dollárral és az euróval szemben. A nyugati nagyvállalatok áremelésekkel, befektetéseik visszafogásával és értékesítésük felfüggesztésével reagáltak az orosz pénzügyi válságra. Emiatt több termék esetében áruhiány alakult ki.
Oroszország 2015-ben 4, míg 2016-ban 5 százalékkal csökkentette katonai költségvetési kiadásait a válság hatására. Öt százalékos csökkentés 160 milliárd rubel megtakarítást jelent a 2016-os katonai költségvetés éves összegéhez, ami 3,14 ezer milliárd rubel. Az ország nyersolajból származó exportbevétele 2015 januárjában 7,85 milliárd dollár értékű volt, míg 2016 januárjában 43,7 százalékkal kevesebb, azaz 4,42 milliárd dollár értékű volt az exportbevétel. Mennyiségét tekintve 19,641 millió tonnáról 19,197 millió tonnára csökkent az export, ami 2,3 százalékos visszaesés. A Gazprom gázexportálással kapcsolatos bevételei 2,985 milliárd dolláros értékre csökkentek. Ez 25,8 százalékkal kevesebb, mint a korábbi adat. Ugyanakkor a kivitel mennyisége 17,8 százalékkal emelkedett 14,6 millió köbméterről 17,2 milliárd köbméterre.
Az orosz rubel árfolyamának visszaesése és az orosz gazdaság teljesítményének romlása az országgal szoros gazdasági kapcsolatban álló egykori szovjet tagköztársaságok gazdaságaira negatív hatást gyakorol. Bár a rubel gyengülése miatt valutáik erősödtek a rubellel szemben, ám több esetben (Kirgizisztán, Tádzsikisztán) a fogyasztást és a belőle származó adóbevételeket is hátrányosan érinti, hogy a hazai GDP nagy részét az Oroszországból az ott dolgozó vendégmunkások által hazautalt bérek vásárlóereje jelentősen visszaesett erősödő valutáik miatt.
Azerbajdzsán és Kazahsztán az olajárak esése miatt a korábban az amerikai dollárhoz rögzített valutaárfolyamaikat kénytelenek voltak a kötött árfolyamrendszerből átminősíteni lebegő árfolyamrendszerre. Ezután jelentős megingás következett be ezen fizetőeszközök esetében.
Azerbajdzsánban a kőolaj és földgázkitermelésből származó bevételek adják az ország GDP-jének 30 százalékát, melyet tovább kívánnak csökkenteni. A mezőgazdaságot, az információs technológiát és a turizmust tartják a fejlesztések fő területeinek.
Kanadában és az Egyesült Államokban 2015 elejére ért el az olajfúró kapacitások mértéke ismét a 2011 júliusi szintet, mivel fokozatosan csökken a fúrókapacitások száma az észak-amerikai kontinensen. 2015 februárjára 1019-re csökkent az olaj kitermelésben részt vevő olajfúrótornyok száma. Ez a csökkenés elsősorban a palaolaj kitermelési központjait, azaz Texas államot és Oklahomát érintette.
Az Amerikai Egyesült Államokban AlixPartners tanácsadó cég szerint az Észak-Amerikában működő 134 kőolajat kutató és azt kitermelő cég összesen 102 milliárd dollárt veszíthet az alacsony árak miatt. Az Államok olajtermelése akár 7 százalékkal is kevesebb lehet 2016-ban, mint tavaly volt.
Kanada, Ausztrália és Új-Zéland saját valutájuk gyengítését alkalmazzák az alacsony olajárak okozta, ám saját nemzeti valutáikban elszámolt bevételeik csökkenésének megakadályozására. A kanadai dollár árfolyama 2015-ben 21 százalékkal, míg az ausztrál dollár és az új-zélandi dollár árfolyama 20 százalékkal csökkent tavaly az amerikai dollár árfolyamához viszonyítva.
Új-Zélandon 0,1 százalékra csökkent az infláció mértéke 2016 januárjára, amely 1999 harmadik negyedéve óta a legalacsonyabb érték. A pénzromlás lassulását jelentős mértékben az alacsony olajárak okozzák.
A brit BP kőolajvállalat bejelentette, hogy az olajárak esése miatt 4000 főt szándékoznak elbocsátani. Az alacsony olajár miatt 2016-os évben várhatóan 90 százalékkal visszaesnek a befektetések Nagy-Britanniában.
Brazíliában a Petrobras olajvállalat 25 százalékkal csökkentette a 2016-2021 közti időszakra szóló beruházási terveinek összegét.
Venezuelában 50 százalékra nőtt az infláció az olajválság hatására 2015-ben. Az országban áruhiány alakult ki az alapvető élelmiszerek terén. A helyi kormányzat megszorító intézkedéseket hozott az ország exportjának több, mint 95 százalékát kitevő olajbevételek kiesésének pótlására. Az import jelentősen visszaesett Venezuelában.
Venezuelában az ország bevételeinek 96 százaléka származik az olajjal kapcsolatos bevételekből. A 2014–2016-os olajárválság során több, mint 70 százalékkal visszaeső olajárak miatt súlyos gazdasági visszaesés alakult ki az országban. 2015 januárja és szeptembere közt 4,5 százalékkal csökkent az ország gazdasága, miközben 141,5 százalékos infláció alakult ki.
Venezuela megszüntette Pastor Maldonado Formula–1-es pilóta évi 40 millió eurós pénzügyi támogatását, mivel az olajárak esése és politikai változások miatt nem támogatja tovább a PDVSA olajtársaság a versenyzőt.
Kínában a China National Offshore Oil Corp. olajvállalat bejelentette, hogy akár 35 százalékkal is visszafoghatják az olajkutatáshoz kapcsolódó beruházásaikat. Ugyanakkor a széles körű tevékenységi körüknek és az állami adópolitika kedvezményeinek köszönhetően a kínai olajvállalatokat nem érinti olyan súlyos mértékben az olajárak esése, mint orosz, vagy afrikai társaikat.
A világpiaci olajáresés több afrikai olajtermelő államot is súlyos mértékben érint. Ezen államok költségvetése 80-90 dolláros hordónkénti olajár mellett, vagy fölött volna fenntartható, ám az olaj hordónkénti árának 50 dollár környékére csökkenése felbillenti a költségvetési egyensúlyt ezen országokban. Ilyen államok többek közt Angola, Algéria, Csád, Dél-Szudán, Kongói Demokratikus Köztársaság, és Nigéria.
A stabilabb költségvetéssel és magasabb nemzeti jövedelemmel rendelkező országok közül Irak, Líbia, Ecuador az a három ország, ahol érezhetővé vált az olajárak esése miatti bevételek hiánya.
A dollárral szemben nem csupán az orosz és az Oroszországgal szoros gazdasági viszonyban lévő államok (Fehéroroszország, Örményország, Kazahsztán, Üzbegisztán) nemzeti valutái, hanem az olajbevételektől jelentős mértékben függő, ám erősebb gazdasági háttérrel bíró országok (Kanada, Norvégia) nemzeti valutáinak értéke is visszaesett az amerikai dollárral szemben.
Romániában 2014-ben 85 millió hordónyi kőolaj kitermelése valósult meg, amely a 2013-as adattól 2,1 százalékkal maradt el. Amennyiben a kőolaj világpiaci ára 30 dollár alá csökken hordónként, már nem fogja megérni a kitermelést, mert a kitermelés összköltsége meghaladná a haszon értékét. A Petrom emiatt egy harmadával csökkentette a befektetéseit és már több helyen felfüggesztették a kitermelést 2015-ben.
Szaúd-Arábia és a többi közel-keleti olajtermelő ország számára nem okoz komolyabb gondot a kőolaj világpiaci árának alacsony szinten maradása, mert az alacsony kitermelési költségek (hordónkénti 4-5 dollár) biztosítják számukra továbbra is a megfelelő hasznot, valamint az ország költségvetése mintegy 5-6 évre elegendő pénzügyi tartalékkal rendelkezik a jelenlegi (30 dollár/hordó) árfolyamok fennmaradása mellett. Ugyanakkor állami kötvénykibocsátást, költségvetési költségcsökkentési intézkedéseket, valamint bizonyos állami cégek tőzsdére bocsátását igénybe veheti a szaúdi állam az elemzők szerint. 2014 és 2016 közt mintegy 150 milliárd dollárral csökkent az ország pénzügyi tartalékainak összege az alacsony olajárak következtében.
Bahrein, Omán és Szaúd-Arábia csak néhány évre (5-6 év) elegendő költségvetési tartalékkal rendelkezik, míg az Egyesült Arab Emírségek, Katar és Kuvait akár 15 évre elegendő pénzügyi tartalékkal rendelkeznek az alacsony olajárak tartós fennmaradásának kivédésére.

## A válság vállalatokra gyakorolt hatásai
A Royal Dutch Shell olajvállalat előzetes beszámolója szerint felére csökkent a cég eredménye, mivel az egyszeri tételek nélküli profit 2015 negyedik negyedévében 1,6-1,9 milliárd dollár környékén alakult, mely elmarad az egy évvel korábbi (2014 IV. negyedév) 3,3 milliárd dolláros nyereségtől. Az előzetes becslések szerint a 2014-es 22,6 milliárd dolláros nyereség után 2015-ben 10,4-10,7 milliárd dolláros nyereséget ért el a cég. Működési költségeiket 2015-ben 4 milliárd dollárral csökkentették, míg 2016-ra 3 milliárd dolláros csökkentést terveznek e téren megvalósítani. A vállalat az alacsonyabb profit miatt 10 000 munkahely megszüntetését jelentette be.
A Deloitte által készített tanulmány szerint a gáz- és olajkitermeléssel foglalkozó vállalatok közel 35 százaléka, azaz mintegy 175 vállalatnál megemelkedett a csődkockázati tényező, mivel a piac ezen cégek profitjának esésére és esetleges összeomlására számít.
Az olcsó üzemanyagárak miatt 115 teherhajó esetében elkerülték a Szuezi-csatornát az Ázsiából visszafelé tartó hajók, amivel a csatorna üzemeltetőinek 2,8 százalékkal kevesebb bevétele keletkezett. 112 teherhajó az Amerikai Egyesült Államok keleti partvidékéről, három különböző európai kikötőkből indult.
A MOL számára a kőolaj világpiaci árának 10 dollárnyi csökkenése 80-100 millió dolláros csökkenést jelent a tisztított EBITDA területén. Ugyanakkor a vállalat nem tervezi dolgozók elbocsátását az olajár esése miatt kialakult bevételcsökkenés okán, viszont a kutatás és a termelés oldalán kiadásaik csökkentésével reagálnak a válságra.
Az olasz Eni olajvállalat bejelentette, hogy 2016-ban 20 százalékkal visszavágja a befektetésre szánt pénzeszközeinek értékét. 2015 utolsó negyedévében a vállalat olaj és gáztermelése együttesen 1,88 millió hordó olaj egyenértékű volt, amely 14 százalékkal magasabb az egy évvel korábbinál. A vállalat adózás utáni vesztesége 8,46 milliárd euró volt 2015 utolsó három hónapjában, amely több, mint háromszorosa a 2014-es év utolsó három hónapjában elszenvedett 2,38 milliárd eurós veszteségnek. A cég árbevétele 13,89 milliárd euróra csökkent a tavalyi év utolsó három hónapja alatt.
Bár a 2017-es évben az Exxon, illetve a Total olajvállalatok továbbra sem növelik várhatóan beruházásaik mértékét, sőt további csökkentések várhatóak, azonban az amerikai független olajtermelő cégek, az Ázsiában lévő állami olajcégek, illetve az orosz kitermelők már növelni fogják beruházásaikat. Ennek köszönhetően a 2016-os értéknél mintegy 2,5 százalékkal több lehet a beruházásokra fordított pénzösszeg 2017-ben az olajvállalatokat összességében nézve. 2018-ban akár további 7-14 százalékos beruházás bővítés is előfordulhat a BMI Research gazdasági kutatóintézet felmérése alapján.

## Az olajárválság eseményei időrendben
2014 november végén az OPEC tagállamai megállapodtak abban, hogy a csökkenő kereslet ellenére nem csökkentik a kitermelés jelenlegi mértékét, ezért a kőolaj ára folytatta a csökkenő tendenciáit. A Brent kőolaj világpiaci ára 95 dolláros hordónkénti árfolyamról 60 dollár közelébe süllyedt, június és november vége között, több,  mint 30 százalékot veszítve értékéből.
2015 december végén a WTI és a Brent kőolaj hordónkénti ára 36 dollár közelébe csökkent. Elemzők szerint akár 30 dollár alatti árfolyam is bekövetkezhet.
2016 januárjának második hetében a kőolaj világpiaci ára harminc dollár alá került. Az áresést többek közt az is erősíti, hogy Irán a következő három hónap során várhatóan visszatér a világpiacra és a becslések szerint ekkortól kezdve napi 500 000 és 1 000 000 hordónyi olajat képes megjelentetni a világpiacon napi szinten, amely erősíti a már jelenleg is jelentős kőolaj túlkínálattal küzdő világpiacon a kínálat további bővülését. Ez, valamint a vártnál alacsonyabb kereslet, valamint az OPEC tagállamok piaci részesedésének védelmét szolgáló megnövelt olajkitermelés fenntartása vezet a kőolaj világpiaci árának eséséhez.
2016 szeptemberében az OPEC tagállamai megállapodtak arról, hogy 2016 novemberétől a 33,4 millió hordós napi termelés szintjét 32,5-33 millió hordós napi kitermelésre fogják csökkenteni. Rövid távon a kőolaj világpiaci ára 5 százalékkal emelkedett a bejelentés hírére.